# Väinö Liikkanen
Väinö Liikkanen (n. 16 noiembrie 1903, Virolahti, Marele Principat al Finlandei, Imperiul Rus – d. 15 octombrie 1957, Kuusankoski, Kymen lääni⁠(d), Finlanda) a fost un schior de fond ce a reprezentat Finlanda, medaliat olimpic. A participat la o ediție a Jocurilor Olimpice (1932) în care a câștigat o medalie de argint.

## Participări
Lista de mai jos prezintă principalele competiții la care a participat Väinö Liikkanen de-a lungul carierei.
- cross-country skiing at the 1932 Winter Olympics – men's 50 km[*]